# 蘇斯山
77°2′S 161°42′E / 77.033°S 161.700°E
蘇斯山（德語：Mount Suess），是南極洲的山峰，位於維多利亞地的斯科特海岸，屬於貢多拉嶺的一部分，海拔高度1,190米，由英國探險隊發現，以奧地利地質學家命名，現時由南極條約體系管理。